# Guanidinoacetato N-metiltransferasi
La guanidinoacetato N-metiltransferasi è un enzima appartenente alla classe delle transferasi, che catalizza la seguente reazione:
S-adenosil-L-metionina + guanidinoacetato ⇄ S-adenosil-L-omocisteina + creatina